# Śluza Pątnów
Śluza Pątnów – druga z czterech śluz na Kanale Ślesińskim zlokalizowana w dzielnicy Konina Pątnowie. Ze względu na mały ruch jednostek plywajacych w tej części kanału obecnie podstawowa funkcja śluzy to prowadzenie gospodarki wodnej przy współpracy ze śluzą Morzysław. Otwarcie tzw. motylków pozwala na kontrolowane upuszczanie wody w kierunku Warty (poprzez śluzę Morzysław). Zlokalizowana przy śluzie pompownia umożliwia tłoczenie wody w kierunku przeciwnym, dzięki czemu możliwe jest zasilenie w wodę jezior będących stanowiskiem szczytowym na Kanale Ślesińskim.
W pobliżu śluzy (od strony górnego awanportu) zlokaizowany jesty kanał zrzutowy ciepłej wody obiegu chłodzenia elektrowni konińskich. Część podgrzanej wody jest doprowadzana do awanportu, dzięki czemu ta część kanału nie zamarza zimą. Stwarza to dogodne warunki do zimowania większych jednostek pływających.

## Historia
Budowę Kanału Ślesińskiego rozpoczęto w 1936 roku. W 1939 roku oddano do użytku śluzy w Pątnowie i Morzysławiu, dwie z czterech planowanych śluz na kanale. Pozostałe zostały ukończone po wojnie. Otwarcie kanału nastąpiło w 1949 roku.

## Opis
Śluza Pątnów znajduje się na 7,95 km drogi wodnej. Służy ona do utrzymania żeglugi pomiędzy szczytowym stanowiskiem kanału (Jezioro Pątnowskie), a odcinkiem kanału między Pątnowem a Morzysławem. Przez śluzę Pątnów dokonywany jest zrzut wody ze szczytowego stanowiska do Warty. Jest to śluza jednokomorowa o konstrukcji żelbetowej zamykana dwuskrzydłowymi wrotami o wymiarach 57,4 × 9,6 m. Napełnianie i opróżnianie śluzy odbywa się przez dwa otwory we wrotach górnych i dolnych z zamknięciem motylkowym. Towarzyszy jej pompownia Pątnów. Składa się ona z ujęcia wody, które tworzy pięć komór wlotowych o szerokości 1,2 m. W dwukondygnacyjnej części podziemnej znajduje się pięć komór czerpnych i pięć komór zrzutowych oraz hala pomp. Część nadziemna składa się z hali silników, rozdzielni wysokiego napięcia, komory transformatorowej i dyżurki. Jej zadaniem jest przerzut wód z południowej części kanału na stanowisko szczytowe aby uzupełnić ubytki, które powstają w wyniku poboru wody na potrzeby chłodzenia elektrowni „Konin” i „Pątnów”.

## Remont śluzy
Projekt „Modernizacja Kanału Ślesińskiego w km 0,00-32,00 poprzez remont śluz w Koszewie, Gawronach, Pątnowie i Morzysławiu oraz roboty pogłęb. udrożnieniowe” był współfinansowany z Europejskiego Funduszu Rozwoju Regionalnego. Realizację nadzorował Regionalny Zarząd Gospodarki Wodnej w Poznaniu. Remont obejmował usunięcie korozji i pęknięć na częściach betonowych śluzy oraz wymianę wrót zabezpieczających i został zakończony w maju 2013 roku.